# Mirni človek
Mirni človek (tudi Tihi mož, ang. The Quiet Man) je ameriška romantična komedija režiserja Johna Forda. 
Scenarij Franka S. Nugenta je temeljil na istoimenski kratki zgodbi Mauricea Walsha iz leta 1933, objavljeni v The Saturday Evening Postu, ki je bila pozneje objavljena kot del zbirke z naslovom The Green Russhes. 
Film je znan po razkošni fotografiji irskega podeželja, ki jo je ustvaril Winton Hoch in po dolgem, vrhunskem, napol komičnem boksarskem spopadu. Film je bil leta 1952 uvrščen v uradni izbor Beneškega filmskega festivala.
Od sedmih nominacij je John Ford prejel oskarja za najboljšega režiserja, svojega četrtega, Winton Hoch pa za najboljšo kamero. Leta 2013 je Kongresna knjižnica film izbrala za ohranitev v nacionalnem filmskem registru Združenih držav Amerike, kot »kulturno, zgodovinsko ali estetsko pomembno umetniško delo«. 

## Vsebina
V dvajsetih letih dvajsetega stoletja se Sean »Trooper Thorn« Thornton, na Irskem rojeni upokojeni boksar iz Pittsburgha, vrne v svoj rojstni kraj Inisfree, da bi okupil kmetijo, ki je bila poprej last njegove rodbine.  Kmalu po prihodu spozna in se zaljubi v ognjevito Mary Kate Danaher, sestro vročekrvnega »Rdečega« Willa Danaherja. Ker tudi Will želi kupiti kmetijo družine Thornton je jezen, ko sedanja lastnica nepremičnine, bogata vdova Tillane, sprejme Seanovo ponudbo namesto njegove. Will se nato maščuje tako, da odreče svojo privolitev, ko se hoče Sean Thorton poročiti z njegovo sestro.
Rimskokatoliški duhovnik oče Peter Lonergan in lokalni poročni mešetar ter pobiralec stav Michaeleen Óge Flynn, skupaj z nekaterimi prebivalci vasi namenoma zavedejo Willa Danaherja, da verjame, da se bo vdova Tillane poročila z njim, ko Mary Kate ne bo več pod njegovo streho. Iz tega razloga Will privoli v sestrino poroko, vendar noče dati Mary Kate njene dote, ko ugotovi, da je bil prevaran. Mary Kate dota pomeni več kot zgolj finančno vrednost, tudi družinsko dediščino in sredstvo njene svobode ter simbol neodvisnosti. Zato potrditev njune poroke s Seanom v skupni postelji pogojuje s prejemom dote, kar povzroči odtujitev med njo in možem. Po poročni noči v hišo mladoporočencev prispejo vaščani s  pohištvom Mary Kate, saj so Willa prepričali, naj ga izroči, vendar pa je zavrnil izročitev dela dote v denarju.
Mary Kate Seanovo zavrnitev soočenja in spopada z njenim bratom pripisuje njegovi strahopetnosti. Sean lokalnemu anglikanskemu pastorju Cyrilu Playfairu, nekdanjemu amaterskemu boksarju, zaupa, da je v ZDA po nesreči ubil nasprotnika v ringu in je zato sprejel odločitev, da ne bo nikoli več boksal, ker je bil njegov nasprotnik mlajši od njega in je imel ženo ter otroke. Tudi Mary Kate svojo vlogo v zakonskem sporu prizna očetu Lonerganu, ki ji očita, da je ravnala krivično in sebično. Tisto noč se s Seanom delno pomirita in prvič po poroki si delita spalnico.
Naslednje jutro Mary Kate potihoma zapusti hišo in se hoče z vlakom odpeljati v Dublin, v upanju, da bo Seana to spodbudilo v spopad z njenim bratom, čeprav pravzaprav noče oditi. Ko Sean od Michaeleena izve kje je Mary Kate, se odpelje na železniško postajo in jo potegne z vlaka. Sean, ki mu sledi naraščajoča množica vaščanov, prisili Mary Kate, da z njim prehodi pet milj (8 km) nazaj do kmetije Willa Danaherja. Tam se Sean sooči z Willom in zahteva izročitev dote v denarju. Ko Will njegovo zahtevo zavrne, Sean vrne Mary Kate bratu in izjavi, da »če ni denarja, ni poroke«. Ultimat šokira tako Mary Kate kot Willa, ki končno izplača znesek 350 funtov. Sean bankovce nemudoma zažge v kurišču, k čemur ga vzpodbudi Mary Kate in s tem  jasno pokaže, da ni denar, temveč možev pogum in bratovo spoštovanje tisto, kar si ga je ves čas želela. Ponosno odide proti domu, toda ponižani Will začne boksarski spopad s Seanom, kar se nato razvije v dolg homerski boksarski dvoboj s pestmi. Ta težko pričakovani spopad privablja vedno več gledalcev, saj se nadaljuje več kilometrov po podeželju in vasi. Borci se končno ustavijo na pijači v Cohan's pubu, kjer Sean in Will nejevoljno priznata medsebojno spoštovanje kot nasprotnika. Medtem ko se prepirata, kdo bo plačal pijačo, Will udari Seana v obraz. Sean nato konča boj tako, da Willa udari tako močno, da le-ta pade skozi vhodna vrata puba in nezavesten obleži na ulici. Kasneje se spravljena in očitno močno pijana Sean in Will pojoč vrneta na dom Seana in Mary Kate na skupno večerjo, na veliko veselje Mary Kate.
Pastor Playfair je Seanu razkril, da ju bo z ženo Anglikanska cerkev verjetno premestila, zaradi premajhnega števila anglikanskih vernikov v večinoma rimskokatoliški irski vasi. Ker nihče v vasi noče njunega odhoda, oče Lonergan ob obisku anglikanskega škofa organizira množično manifestacijo vseh prebivalcev v podporo pastorju Playfairju. 
Zgodba se zaključi, ko naslednji dan ponižni Will in vdova Tillane začneta uradni dvoritveni postopek in se odpeljeta iz vasi v kočiji, ki jo vozi Michaeleen, med mahanjem Seana, Mary Kate in ostalih vaščanov.

## Igralci
- John Wayne kot Sean Thornton
- Maureen O'Hara kot Mary Kate Danaher
- Barry Fitzgerald kot Michaeleen "Óge" Flynn
- Victor McLaglen kot Squire "Rdeči" Will Danaher
- Ward Bond kot oče Peter Lonergan
- Mildred Natwick kot vdova Sarah Tillane
- Francis Ford kot Dan Tobin
- Arthur Shields kot pastor Cyril Playfair
- Eileen Crowe kot Elizabeth Playfair
- Charles FitzSimons kot Hugh Forbes

## Snemanje in lokacije
V snemanje filma so bili vključeni številni gledališki igralci, vključno z bratom Barrya Fitzgeralda, Arturjem Shieldsom, pa tudi mnogi domačini so igrali kot statisti. Film je eden od redkih hollywoodskih filmov, v katerih je možno slišati tudi malo irskega jezika. Snemanje se je začelo 7. junija 1951, vsi prizori na prostem so bili posneti na lokacijah na Irskem, v okrožjih Mayo in Galway. Notranji prizori so bili posneti proti koncu julija v studiu Republic v Hollywoodu.
Zgodba filma je postavljena v izmišljeno naselje Inisfree in nima nobene povezave z jezerskim otočkom Innisfree v Lough Gillu, ki ga je proslavil pesnik William Butler Yeats. Številni prizori filma so bili dejansko posneti v vasi Cong v okrožju Mayo in na lokacijah v okolici ter pri gradu Ashford v Congu. Cong je ostal slikovito malo mestece, grad pa je sedaj spremenjen v luksuzni hotel. Povezave s filmom so privedle do tega, da je območje postalo pomembna irska turistična atrakcija. Leta 2008 so v stavbi, ki je bila v filmu prikazana kot pub, odprli pivnico (v času snemanja filma je bila tam pravzaprav trgovina). Druge lokacije v filmu vključujejo Thoor Ballylee (okrožje Galway), kjer je nekaj časa prebival pesnik Yeats, železniško postajo Ballyglunin blizu Tuama (okrožje Galway), ki je v filmu imela ime Castletown ter plažo Lettergesh, kjer je bili posneti prizori konjske dirke. Poznana sta tudi starodavni most, ki sedaj nosi ime »The Quiet Man bridge« in je viden s ceste N59 med Maam Crossom in Oughterardom, ter koča »White O'Morn cottage« na R336 južno od Maama (prizorišče zunanjih posnetkov), ki pa so jo lastniki pustili propasti.